# Battus madyes
Battus madyes is een vlinder uit de familie van de pages (Papilionidae). De wetenschappelijke naam van de soort is voor het eerst geldig gepubliceerd in 1846 door Edward Doubleday.